# Waubun
Waubun is een plaats (city) in de Amerikaanse staat Minnesota, en valt bestuurlijk gezien onder Mahnomen County.

## Demografie
Bij de volkstelling in 2000 werd het aantal inwoners vastgesteld op 403.
In 2006 is het aantal inwoners door het United States Census Bureau geschat op 388, een daling van 15 (-3,7%).

## Geografie
Volgens het United States Census Bureau beslaat de plaats een oppervlakte van
1,3 km², geheel bestaande uit land. Waubun ligt op ongeveer 378 m boven zeeniveau.

## Plaatsen in de nabije omgeving
De onderstaande figuur toont nabijgelegen plaatsen in een straal van 28 km rond Waubun.